# NGC 4813
NGC 4813 је лентикуларна галаксија у сазвежђу Девица која се налази на NGC листи објеката дубоког неба.
Деклинација објекта је - 6° 49' 5" а ректасцензија 12h 56m 36,0s. Привидна величина (магнитуда) објекта NGC 4813 износи 13,5 а фотографска магнитуда 14,5. NGC 4813 је још познат и под ознакама MCG -1-33-55, PGC 44160.